# Terrance Mitchell
Terrance Mitchell (Sacramento, 17 maggio 1992) è un giocatore di football americano statunitense che milita nel ruolo di cornerback per i San Francisco 49ers della National Football League (NFL).

## Carriera universitaria
Da adolescente frequenta la Burbank High School di Sacramento, California. Si iscrive quindi all'università dell'Oregon, dove pratica sia pallacanestro sia football americano, militando in questo caso per gli Oregon Ducks. Nel suo primo anno viene assegnato al ruolo di cornerback di sinistra, riuscendo a disputare quattordici partite stagionali; si distingue inoltre per aver registrato 10 passaggi deviati, il sesto miglior risultato in tutta la Pac-12 Conference nel 2011. Termina la carriera universitaria con un bilancio di 40 gare disputate (di cui 38 da titolare) e 25 passaggi deviati, il decimo miglior risultato di sempre nella storia dei Ducks.
Nei primi mesi del 2014 rinuncia al suo ultimo anno collegiale per potersi candidare al Draft NFL 2014.

### Carriera professionistica
Nel corso del settimo giro del Draft NFL 2014 Mitchell viene selezionato come 254ª scelta in assoluto dai Dallas Cowboys. A causa del regolamento collegiale, che impediva a Mitchell di unirsi in pianta stabile alla prima squadra prima della conclusione dell'anno accademico, il giocatore viene messo sul mercato il 30 agosto 2014, venendo ingaggiato due giorni più tardi dai Chicago Bears. Pur avendo saltato l'intera stagione 2014, nella primavera 2015 l'allenatore-capo dei Browns John Fox lo conferma come quarto cornerback della squadra. Dopo solo cinque gare disputate, nel novembre 2015 viene svincolato per essere sostituito da Jacoby Glenn.
Il 2 dicembre 2015 viene nuovamente ingaggiato dai Dallas Cowboys, che lo promuovono alla rosa attiva due settimane più tardi, a causa dell'infortunio di Orlando Scandrick e delle cattive prestazioni di Tyler Patmon. Impiegato come nickelback per gli ultimi match stagionali, si distingue per la realizzazione di un intercetto contro i New York Jets e di un sack contro i Washington Redskins, i primi nella sua carriera da professionista. Inizialmente riconfermato, nel giugno 2016 viene messo sul mercato.
Il 13 giugno 2016 viene ingaggiato dagli Houston Texans come sostituto dell'infortunato Richard Leonard, per poi essere già svincolato il 3 settembre successivo. Tre giorni più tardi si aggrega ai Kansas City Chiefs, che lo promuovono in prima squadra come terzo cornerback. Nel week 3, in occasione della vittoria contro i Los Angeles Chargers (10-24), mette a referto due intercetti.
Nel marzo 2018 si trasferisce ai Cleveland Browns, ricongiungendosi con il general manager John Dorsey (con cui aveva lavorato nei due anni a Kansas City). Disputa con continuità le prime gare stagionali, rimediando tuttavia un infortunio al polso nel week 4, che lo tiene lontano dai campi per due mesi. Destinato al ruolo di riserva nel 2020, resta titolare a causa dell'infortunio della prima scelta Greedy Williams.
Nel marzo 2021 sigla un accordo biennale nuovamente con gli Houston Texans. Disputa la stagione 2021 come cornerback titolare, per poi essere svincolato nel marzo 2022. Il 16 marzo 2022 firma un contratto annuale con i New England Patriots.
Il 21 novembre 2022 Mitchell firma con i Tennessee Titans. Il 22 dicembre 2022 viene inserito in lista infortunati.
Il 25 luglio 2023 Mitchell firma un contratto di un anno con i San Francisco 49ers.

## Palmarès
- National Football Conference Championship: 1

San Francisco 49ers: 2023